# Club Atlético River Plate 1967
Questa voce raccoglie le informazioni riguardanti il Club Atlético River Plate nelle competizioni ufficiali della stagione 1967.

## Stagione
Due tornei dal medio rendimento: nel Metropolitano il River raccoglie solo un sesto posto, mentre nel Nacional migliora di poco, centrando la quinta posizione.

## Maglie e sponsor
| Casa | Trasferta |

## Rosa
| N. |                      | Ruolo | Calciatore                |
| -- | -------------------- | ----- | ------------------------- |
|    | Argentina (bandiera) | P     | Amadeo Carrizo            |
|    | Argentina (bandiera) | P     | Hugo Gatti                |
|    | Argentina (bandiera) | D     | Daniel Bayo               |
|    | Paraguay (bandiera)  | D     | Juan Bordón               |
|    | Argentina (bandiera) | D     | Jorge Dominichi           |
|    | Argentina (bandiera) | D     | Jorge Chávez              |
|    | Argentina (bandiera) | D     | Eduardo Grispo            |
|    | Argentina (bandiera) | D     | Juan Carlos Guzmán        |
|    | Argentina (bandiera) | D     | César Laraignée           |
|    | Argentina (bandiera) | D     | Miguel Ángel López Elhall |
|    | Uruguay (bandiera)   | D     | Roberto Matosas           |
|    | Argentina (bandiera) | D     | Roberto Morcillo          |
|    | Argentina (bandiera) | D     | Rubén Paira               |
|    | Argentina (bandiera) | D     | Carlos Panizo             |
|    | Argentina (bandiera) | D     | Alberto Sainz             |

| N. |                      | Ruolo | Calciatore                 |
| -- | -------------------- | ----- | -------------------------- |
|    | Argentina (bandiera) | D     | Abel Vieytez               |
|    | Argentina (bandiera) | C     | Juan Carlos Sarnari        |
|    | Argentina (bandiera) | C     | Enrique Santiago Fernández |
|    | Argentina (bandiera) | C     | Roberto Gutiérrez          |
|    | Argentina (bandiera) | C     | Ermindo Onega              |
|    | Argentina (bandiera) | C     | Daniel Onega               |
|    | Argentina (bandiera) | C     | Jorge Solari               |
|    | Argentina (bandiera) | C     | Roberto Zywica             |
|    | Argentina (bandiera) | A     | Osvaldo Camargo            |
|    | Argentina (bandiera) | A     | José Cruz                  |
|    | Uruguay (bandiera)   | A     | Luis Cubilla               |
|    | Argentina (bandiera) | A     | Juan Carlos Lallana        |
|    | Argentina (bandiera) | A     | Oscar Más                  |
|    | Argentina (bandiera) | A     | Ricardo Ramón Pérez        |

## Statistiche

### Statistiche di squadra
| Competizione               | Punti | Totale | Totale | Totale | Totale | Totale | Totale | DR  |
| Competizione               | Punti | G      | V      | N      | P      | Gf     | Gs     | DR  |
| -------------------------- | ----- | ------ | ------ | ------ | ------ | ------ | ------ | --- |
| Campionato - Metropolitano | 23    | 22     | 9      | 5      | 8      | 31     | 23     | +8  |
| Campionato - Nacional      | 19    | 15     | 9      | 1      | 5      | 33     | 15     | +18 |
| Totale                     | -     |        |        |        |        |        |        | -   |